# Hippolyte Poterlet
 (juillet 2021).
Si vous disposez d'ouvrages ou d'articles de référence ou si vous connaissez des sites web de qualité traitant du thème abordé ici, merci de compléter l'article en donnant les références utiles à sa vérifiabilité et en les liant à la section « Notes et références ».
Hippolyte Poterlet (né Henry Louis Hippolyte Poterlet le 29 mars 1803 à Paris, où il est mort le 4 avril 1835) est un peintre et graveur français.

## Biographie
Henry Louis Hippolyte Poterlet naît le 29 mars 1803 à Paris.
Issu d'une vieille famille d'administrateurs d'Épernay dans la Marne, Hippolyte Poterlet devient très jeune un peintre d'histoire. Il est le fils de Jean-Baptiste Poterlet - chef de bureau à la direction générale des Ponts et-Chaussées puis secrétaire de la municipalité d'Épernay - et de Magdelaine Bouriquard qui décède avant son mariage.

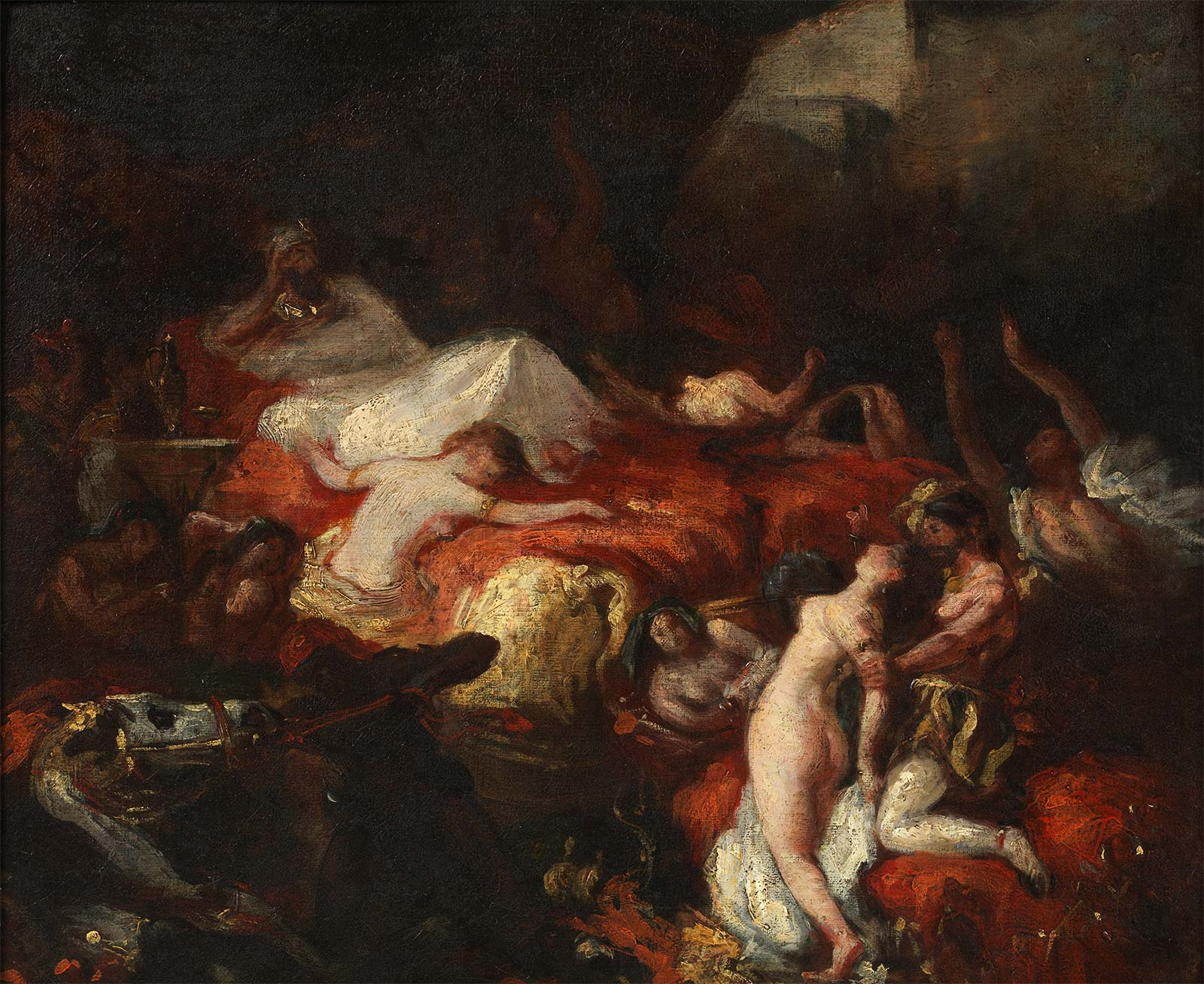
La Mort de Sardanapale, d'Hippolyte Poterlet d'après Eugène Delacroix (1826, musée national Eugène-Delacroix).

Élève de Louis Hersent — dans l'atelier duquel il ne resta que peu de temps — puis de Charlet, Poterlet cultive la peinture et devient célèbre par la qualité des copies qu’il fait des maîtres anciens. Il n’a que quinze ans lorsqu’il fait, à l'automne 1818, la connaissance de celui qui va devenir son ami et un « maître », Eugène Delacroix, alors qu’il copie, au Louvre, le Concert du Dominiquin. Dès lors, il inspire de la sympathie et de l’estime au futur chef de l’école romantique dont il copie, en format réduit, La Mort de Sardanapale, qui se trouve aujourd'hui au musée Delacroix.
Comme Delacroix, Poterlet ne visite pas l'Italie mais c'est ensemble qu'ils partent en Angleterre durant l'été 1825, en compagnie d'amis tels que T. Fielding, Richard Parkes Bonington, A. M. Colin. Là-bas, ils copient de nombreux tableaux dont les plus fameux Van Dyck.
En 1827, Poterlet part seul aux Pays-Bas et dans les Flandres ; d'Amsterdam, l'artiste fait parvenir à Paris un Rembrandt grand et petit qui apparaît aux yeux de Delacroix « comme un vrai chef-d'œuvre ». Le but de tous ses voyages est de pouvoir en rapporter d'intéressantes esquisses et surtout une solide formation de coloriste.

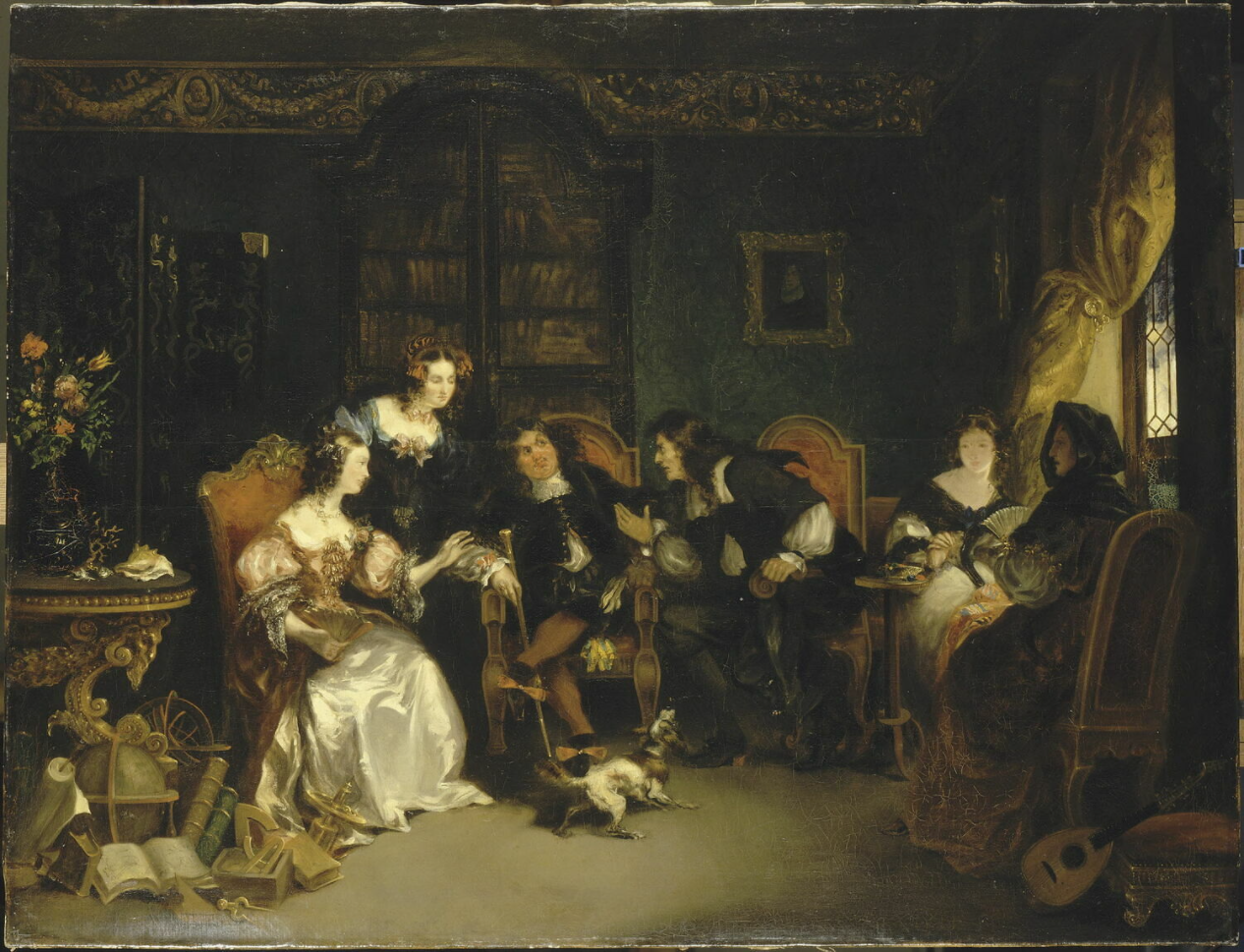
Dispute de Trissotin et de Vadius (c. 1831, musée du Louvre).

Hippolyte Poterlet expose au salon de 1827 un sujet tiré d'un épisode de Peveril du Pic, de l'écrivain écossais très en vogue à l'époque, Walter Scott. Il présente cependant la Dispute de Trissotin et de Vadius au Salon Parisien de 1831 qui est — consécration pour un jeune artiste — acheté par le roi Louis-Philippe. Ce tableau est aujourd'hui exposé au Musée du Louvre près de l'autoportrait de Delacroix.
Le 4 février 1830, Poterlet épouse, à Épernay, Sophie Lelouche, née à Paris le 27 mai 1806, fille de Jean-Joseph-Clotilde Lelouche, inspecteur des bâtiments de l'hôtel royal des Invalides et de Marie-Françoise-Joséphine Fournier. Sa veuve se remariera ensuite avec son cousin-germain, Victor Poterlet (30 avril 1811 - Auve (Marne) - 21 février 1889 - Paris), ornemaniste, fameux créateur de papiers-peints et collectionneur mais elle aussi disparaitra précocement.
Il se retire momentanément à la campagne à cause de la tuberculose, mais il sera fauché dans la fleur de l'âge sans avoir pu donner la complète mesure de son talent. Après avoir fréquenté durant huit années les cénacles littéraires et artistiques de Paris, il meurt en son domicile le 4 avril 1835, sans doute d'une « phtisie galopante ».
Il est souvent confondu avec son autre cousin germain, Saint-Ange Poterlet (né le 28 octobre 1804 à Épernay et mort le 11 juin 1881 dans le 11e arrondissement de Paris), peintre, dessinateur et collectionneur, lui aussi élève de Louis Hersent. Ce dernier est le fils de Barthélémy-Henri-Marie Poterlet, officier de gendarmerie, (né le 15 septembre 1768 à Épernay où il meurt le 1er septembre 1835) et d'Agathe Geoffroy, morte le 6 avril 1836 à Épernay.